# Neotrogla
Neotrogla è un genere di psocotteri scoperti a partire dal 2010. Sono particolarmente noti per avere gli organi sessuali invertiti rispetto agli animali più consueti.

## Riproduzione
Le femmine possiedono un organo simile al pene chiamato ginosoma. Esse cercano i compagni in maniera piuttosto aggressiva e penetrano i maschi estraendo il loro liquido seminale.

## Specie
Queste sono le specie scoperte al 2014:
- N. aurora Lienhard, 2010
- N. brasiliensis Lienhard, 2010
- N. curvata Lienhard, 2013
- N. truncata Lienhard, 2010